# 荘司福
荘司 福（しょうじ ふく、1910年3月26日 - 2002年10月19日）は日本画家。

## 来歴
裁判官であった父の木村徳之助の赴任先であった長野県松本市で生まれ育つ。女子美術専門学校（現・女子美術大学）師範科日本画部卒業。郷倉千靱に師事。
数学者の荘司篤と結婚後は仙台市に移り住む。長女は日本画家の小野恬。結婚後は作家活動を休止していたが、夫の篤が結核に倒れ、画家としての活動を再開。1941年第6回東北美術展（現・河北美術展）に出品。第10回東北美術展で河北美術賞受賞。1951年日本美術院院友、1981年日本美術院評議員。
その後は東京、横浜と移り住み、戦後は油彩画の要素を取り入れた日本画制作を行った。晩年まで創作意欲は尽きることなく、取材旅行でインド、ネパール、エジプト、ケニアを訪問。特に思い入れの強い東北地方と仏教遺跡、自然との融和を図った作品を数多く発表し、静謐で玄妙な画風を確立した。
2002年10月19日、老衰のため死去。
2010年に女子美術大学より名誉博士号を授与された。

## 略歴
- 1946年 - 院展に初入選、日本美術院研究会員
- 1951年 - 日本美術院院友
- 1974年 - 「風化の柵」が内閣総理大臣賞を受賞
- 1981年 - 日本美術院評議員となる
- 1986年 - 「刻（とき）」で芸術選奨文部大臣賞を受賞

## 主な作品収蔵
- 秋田県立近代美術館
- 宮城県美術館
- 彫刻の森美術館
- 神奈川県立近代美術館
- 女子美術大学美術館
- 東京都現代美術館
- 東京都美術館
- 国立美術館
- 佐藤美術館
- 韮崎大村美術館